# Richard Karron
Richard Karron est un acteur américain né le 11 avril 1934 dans le Bronx, New York (États-Unis) et mort le 1er mars 2017 à Wilmington.

## Filmographie
- 1977 : Touche pas à mon gazon (Fun with Dick and Jane) de Ted Kotcheff : Pool builder
- 1977 : Mixed Nuts (TV) : Logan
- 1977 : Drôle de séducteur (The World's Greatest Lover) : Bodyguard
- 1977 : Mad Bull (TV) : Yapopotsky, 'The Cave Man'
- 1978 : The One and Only : The Elephant
- 1979 : A Pleasure Doing Business : Scarpuchi
- 1980 : Fatso : Sonny
- 1980 : Good Time Harry (série TV) : Lenny
- 1981 : La Folle Histoire du monde (History of the World: Part I) : Prehistoric Man
- 1982 : Teachers Only (en) (série TV) : Mr. Pafko (1982)
- 1983 : Dempsey (TV) : Morgan
- 1985 : Charlie & Co. (série TV) : Milton Bieberman
- 1990 : Super Baloo (TaleSpin) (série TV) : Additional Voices (voix)
- 1990 : The Jackie Bison Show (TV) : Larry J. Lizard (voix)
- 1998 : Fievel et le Trésor perdu (An American Tail: The Treasure of Manhattan Island) (vidéo) : O'Bloat (voix)
- 2000 : Ça va brasser ! (Ready to Rumble) : Sanitation Guy
- 2000 : Les Pierrafeu à Rock Vegas (The Flintstones in Viva Rock Vegas) : Bronto Crane

## Référence
1. ↑  (en) « Richard Karron's Obituary on Wilmington Star-News », sur Wilmington Star-News (consulté le 6 mars 2017).